# NGC 2184
NGC 2184 je zvjezdana skupina  u zviježđu Orionu. 

## Vanjske poveznice
- SEDS: NGC 2184